# Mettet
Mettet (en való Metet o M'tet) és un municipi belga de la província de Namur a la regió valona. Comprèn les localitats de Mettet, Biesme, Biesmerée, Graux, Oret, Saint-Gérard, Furnaux, Ermeton-sur-Biert i Stave. L'1 de gener del 2024 tenia 13.531 habitants.